# جبة الذيب
جبة الذيب هي قرية فلسطينية صغيرة تقع في وسط الضفة الغربية، وهي جزء من محافظة بيت لحم. تقع على بعد حوالي 6.5 كيلومتر جنوب شرق بيت لحم وإلى الشرق من بلدة جناتا الفلسطينية. بلغ عدد سكانها 144 نسمة وفقًا لتعداد عام 2017 الذي أجراه الجهاز المركزي للإحصاء الفلسطيني. تبلغ مساحة قرية جب الذيب 402 دونماً، منها 8 دونمات عبارة عن مناطق مبنية، وتقع على ارتفاع 628 متراً فوق مستوى سطح البحر.

## تاريخها
تأسست القرية عام 1929 على يد العرب البدو الذين كانوا يعيشون ويرعون مواشيهم هناك في السابق. كان السكان جزءًا من اتحاد قبائل بني حرب المتمركز في شبه الجزيرة العربية. اسم القرية يعني "بئر الذئاب". حاليًا، ينتمي معظم سكان القرية إلى عشيرة واحدة، هي الوحش. يوجد في القرية مسجد واحد وهو مسجد حمزة بن عبد المطلب.
في عام 2002، أنشأت السلطة الوطنية الفلسطينية لجنة تنمية محلية مكونة من خمسة أعضاء لإدارة القرية. تتولى السلطة الوطنية الفلسطينية تعيين جميع الأعضاء، ولا يوجد مقر للجنة في القرية نفسها. في السنوات الأخيرة اعتمدت القرية على قيادة لجنة المرأة، التي نجحت في العثور على متبرعين دوليين ومانحين لمدرسة وحافلة مدرسية ونظام تدفئة بالطاقة الشمسية والكهرباء الشمسية، والبنية التحتية التي استفادت أيضًا من المساعدات والمساعدة من المنظمات غير الحكومية المحلية، مثل منظمة Comet-ME الإسرائيلية الفلسطينية منذ عام 2016. لقد أدى النموذج الذي طورته النساء إلى تحسين وضع المرأة في القرية، ويتم استدعاؤهن بشكل متكرر للحصول على المشورة بشأن مشاكل التنمية الإقليمية الأوسع نطاقًا.

## الاقتصاد والبنية التحتية
يعمل حوالي 70% من سكان القرية في سوق العمل الإسرائيلي. أما الباقون يعملون إلى حد كبير في الزراعة. بلغ معدل البطالة في عام 2008 نسبة 16%. بحسب ذاكرة إحدى السيدات المسنات، فإن القرويين طلبوا أولاً ربط قريتهم بشبكة الكهرباء في سبعينيات القرن العشرين، ولكن في النهاية استغرق الأمر 40 عاماً للحصول على الاتصال، وبحسب تقرير لمنظمة هيومن رايتس ووتش، فإن الإدارة المحلية لقرية جب الذيب تقدمت لأول مرة بطلب ربطها بشبكة الكهرباء الإسرائيلية في عام 1988. قامت السلطات الإسرائيلية بحرمان القرية مراراً من الكهرباء، حيث تقع القرية تحت السيطرة الإدارية الإسرائيلية في منطقة "ج ". لم تكن القرية تحتوي على طرق معبدة تربطها بالبلدات الفلسطينية المحتلة الأخرى. كان يُطلب من الأطفال السير على مسارات موحلة للوصول إلى المدرسة القريبة. لا يستطيع السكان تحمل تكاليف المركبات، فمعظم السكان الذين يحتاجون إلى الخدمات يضطرون إلى المشي للحصول على وسائل النقل. بحلول عام 2008، لم تكن هناك مدارس أو مؤسسات حكومية في القرية، وكانت معظم الخدمات تقدمها البلدات القريبة مثل بيت تعمر وزعترة.
في نهاية المطاف، قدمت هولندا الأموال اللازمة لنظام الطاقة الشمسية. بعد ثلاثة أشهر من تركيبها، قامت الحكومة العسكرية الإسرائيلية، بالاشتراك مع جيش الاحتلال الإسرائيلي، بمصادرة الألواح في أواخر يونيو/حزيران 2017 على أساس أنها تم تركيبها دون تصريح إسرائيلي، وأدى فقدان المعدات، التي تتكون من 96 لوحة شمسية ومعدات إلكترونية، إلى انقطاع الكهرباء عن 30 عائلة تسكن القرية. احتج المتبرع الأصلي، الحكومة الهولندية، على المصادرة  وبعد ثلاثة أشهر، في أكتوبر، تم إرجاع المعدات. قال الهولنديون في وقت لاحق إنهم سيواصلون مشاريع مساعدة الفلسطينيين، سواء بموافقة إسرائيلية أو بدونها.
في 2 أغسطس 2017، قامت السلطات الإسرائيلية بهدم و إزالة ستة كبائن فولاذية تبرع بها الاتحاد الأوروبي كانت تستخدم كمدرسة في المنطقة، إلى جانب المعدات المدرسية، في اليوم السابق لبدء الفصل الدراسي. كما أدانت فرنسا هذا التدمير وغيره من عمليات تدمير المرافق التعليمية الفلسطينية على يد إسرائيل. خدمت المدرسة 64 طفلاً من سكان القرية، وتم تشييد مبنى بديل لها خلال أيام بنجاح من قبل نشطاء بيت لحم، على الرغم من اقتحام القوات الإسرائيلية التي حاولت استخدام الغاز المسيل للدموع لتفريق العمال.